# Celestica
Celestica (рус. Селе́стика) — канадское предприятие по оказанию услуг электронной промышленности. Заводы Celestica в Азии, Европе и Америке предлагают широкий спектр комплексных услуг и решений ведущим OEM (original equipment manufacturers).

## История
Основана в январе 1994 как дочернее предприятие IBM, а в октябре 1996 куплена Onex Corporation, которая располагает примерно 69 % её голосующих акций.